# Juventí Albi Ovidi
Juventí Albi Ovidi (en llatí Juventinus Albius Ovidius) va ser un gramàtic romà que va escriure trenta-cinc dístics anomenats Elegia de Philomela, amb una sèrie de paraules que volien expressar adequadament els sons dels ocells, quadrúpedes i altres animals. Com a exemple:
| « | "Mus avidus mintrit, velox mustecula drindit, Et grillus grillat, desticat inde sorex". | » |

L'època en què va viure no es coneix, però per algunes referències dels seus textos, se suposa que era cristià. Deli Espartià fa referència a composicions d'aquest estil que van ser escrites sota el regnat de l'emperador Geta.